# Cosmoconus canadensis
Cosmoconus canadensis är en stekelart som först beskrevs av Léon Abel Provancher 1875.  Cosmoconus canadensis ingår i släktet Cosmoconus och familjen brokparasitsteklar. Inga underarter finns listade i Catalogue of Life.